# Kanackische Welle
Die Kanackische Welle war ein von 2018 bis 2021 existierender, zweiwöchentlich erscheinender deutschsprachiger Podcast, in dem sich die Journalisten Malcolm Ohanwe und Marcel Aburakia mit dem Thema Identität im Einwanderungsland Deutschland befassten. Von Mai bis Ende 2021 ist die Kanackische Welle ein Angebot des öffentlich-rechtlichen Online-Content-Netzwerks Funk.

## Name und Entstehung

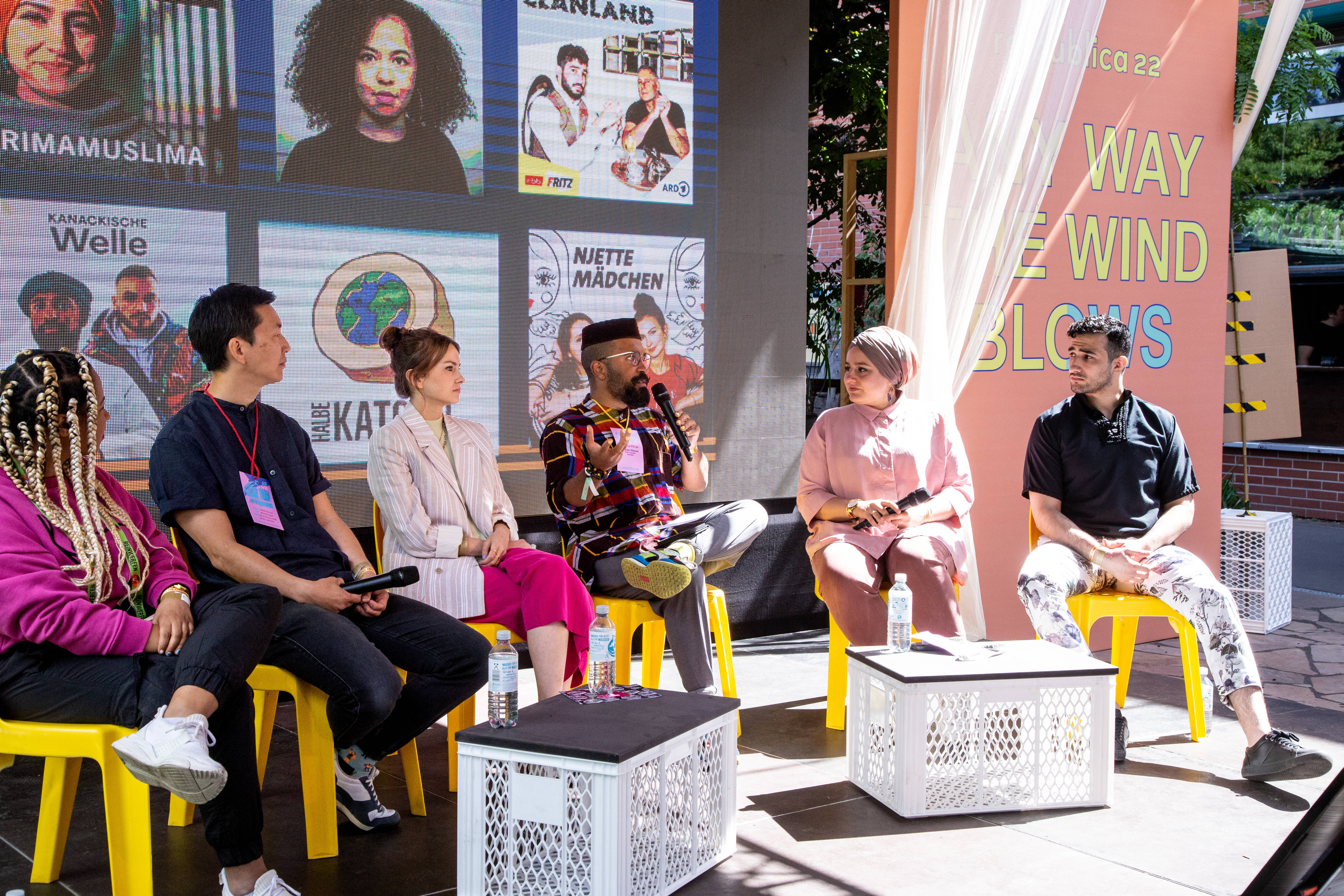
Ohanwe auf der re:publica 2022, im Hintergrund das Logo des Podcasts

Die beiden Journalisten Aburakia und Ohanwe sind in München geboren und aufgewachsen und haben jeweils einen palästinensischen Elternteil. Als Ohanwe 2017 auf der Website seines damaligen Arbeitgebers PULS, dem Jugendkanal des Bayerischen Rundfunks, den Artikel „Haarausfall mit Anfang 20: Mein Kopf sieht aus wie ein Deo-Roller“ entdeckte, begann er den für ihn spannend klingenden Nachnamen „Aburakia“ zu googeln. Nach eigener Aussage hatte er noch nie einen arabischen Nachnamen in einer Autorenzeile seiner Redaktion gesehen.
In der ersten Folge hieß der Podcast in Anlehnung an den Bayerischen Rundfunk noch Kanackischer Rundfunk. Weil die Podcaster in ihrem Projekt nicht nur eine Hörfunk-Sendung, sondern eine Bewegung sehen, entstand in Anlehnung an die Deutsche Welle der Name Kanackische Welle. Weil sich Ohanwe in dem Projekt nicht auf die palästinensische Identität beschränken wollte, wurde der abwertende Begriff „Kanacke“ gewählt, denn ein solcher werde man erst in Deutschland. Das Ziel war es, möglichst viele Menschen in Deutschland mit Mehrfach-Identität anzusprechen. Für Aburakia ist der Begriff „Kanacke“ zwar negativ konnotiert, aber der Podcast sei ein Versuch, ihn umzudeuten, da „sehr viele positive Eigenschaften“ damit einhergingen.

## Rezeption
Simon Sales Prado schrieb für die taz, dass die Kanackische Welle einer der Podcasts sei, die einen Markt für postmigrantische Themen aufgebaut hätten. Dieselbe Feststellung machen Marcus Engert für Übermedien und Inna Hartwich von der Neuen Zürcher Zeitung. Eric Hartmann von der Süddeutschen Zeitung beschrieb den Podcast als „pointiert und profiliert“. Er lobte, dass es Aburakia und Ohanwe gelinge, „große Fragen und wissenschaftliche Ansätze auf alltägliche Erfahrungen herunter zu brechen und so greifbar zu machen“. Das Jugendmagazin BRAVO schrieb, der Podcast biete „[s]pannende Wortgefechte und nice Interviews, die dich zum Nachdenken bringen“. Melissa Erhardt von FM4 beschreibt den Podcast als „sehr unterhaltsam“.
Die Folge „Kritisches Weißsein“ wurde von der Zeitschrift Musikexpress empfohlen, die Folge „Weiße Tränen und Weiße Zerbrechlichkeit“ von der Stuttgarter Zeitung. Das Onlinemagazin ze.tt empfahl sowohl die Folge „White Privilege Check“ als auch in einem weiteren Artikel die Folgen „Polizeigewalt & Racial Profiling gegen Schwarze in Deutschland“ und „Selbstablehnung als Schwarzkopf – Der Sunken Place“. Ein Podcast von Deutschlandfunk Nova und das Online-Magazin jetzt griffen jeweils die Folge „Namen ändern für weniger Rassismus“ für einen Beitrag auf.

## Auszeichnungen und Nominierungen
Der Podcast Kanackische Welle wurde im Jahr 2020 für vier Preise nominiert. Neben der Nominierung für den Alternativen Medienpreis für Journalisten klassischer wie nicht-kommerzieller Medien, wo der Podcast letzten Endes in der Kategorie Vernetzung gegen das Projekt „Mesh Collective“ verlor, gewann die Kanackische Welle die drei anderen Preise, für die sie nominiert war. Bei der Verleihung des Smart Hero Awards, eines Preises, der für den klugen Einsatz von Social Media für Anerkennung, Respekt und Toleranz verliehen wird, setzte sich der Podcast gegen das funk-Format Auf Klo und den YouTube-Kanal Anders Amen durch und gewann gemeinsam mit der Aktion Schule ohne Rassismus – Schule mit Courage den ersten Platz in der Kategorie „Demokratisches Gestalten“. Beim Isarnetz Creator Award für Münchens beste Content Creator gewann der Podcast in der Kategorie „Lifestyle“ den ersten Preis. Die Folge „Penis-Gesundheit und Beschneidung der Vorhaut“ wurde von der Deutschen Gesellschaft für Urologie als herausragender journalistischer Beitrag über ein urologisches Thema als erstes unabhängiges Projekt und als erster Podcast ausgezeichnet, nachdem zuvor größere Medien wie der Westdeutsche Rundfunk oder 3sat gewonnen hatten. Im Jahre 2019 listete das Medium Magazin Ohanwe für seine allgemeine Arbeit als Journalist inklusive des Podcasts als eines der 30 vielversprechendsten journalistischen Talente unter 30.
- 2020: Alternativer Medienpreis. (Kategorie: Vernetzung) nominiert[17]
- 2020: Smart Hero Award. (Kategorie: Demokratisch Gestalten, 1. Platz)[18]
- 2020: Medienpreis Urologie. Für "Penis-Gesundheit und Beschneidung der Vorhaut" (Kanackische Welle) (Herausragender journalistischer Beitrag über ein urologisches Thema)[19]
- 2020: Isarnetz Creator Award. (Kategorie: Lifestyle, 1. Platz).[20]
- 2021: Juliane Bartel Medienpreis. Für: "Sexismus in kanackischen Communitys" (Kanackische Welle) (Kategorie: Doku Audio)[21]
- 2021: Deutscher Podcast-Preis. (Kategorie: Bester Independent Podcast) nominiert[22]